# Neobouteloua lophostachya
Neobouteloua lophostachya là một loài thực vật có hoa trong họ Hòa thảo. Loài này được (Griseb.) Gould mô tả khoa học đầu tiên năm 1968.